# Dark Knight Court
Dark Night Court, titulado La Corte del Caballero de la Noche en Hispanoamérica y El juicio del caballero oscuro en España, es el décimo sexto episodio de la vigesimocuarta temporada de la serie de animación Los Simpson y el 524 de la misma. Se emitió originalmente el 17 de marzo de 2013 en Estados Unidos por Fox.

## Sinopsis
Durante una celebración de Pascua, cientos de huevos de repente disparan a la gente del pueblo, arruinando la ropa y salpicando las calles. Los ciudadanos inmediatamente sospechan de Bart después de verlo riéndose de su desgracia. Bart repetidamente niega cometer la travesura, y Lisa finalmente decide que la mejor manera de determinar su culpabilidad es llevar a cabo un juicio, que será presidido por Janet Reno Sin embargo, las probabilidades no son muy buenas en favor de Bart, y él está a punto de ser declarado culpable. Mientras tanto, el Sr. Burns redescubre su amor por los superhéroes después de visitar El Calabozo del Androide, y él decide convertirse en un superhéroe llamado Fruit-Batman. Sin embargo, Smithers, se da cuenta de que Burns no puede lograr nada, y le paga a la gente para que finjan ser villanos, entre estos villanos se incluyen Homer, Lenny y Carl
Desesperado por encontrar a alguien para resolver el dilema de Bart, Lisa trata de contratar a Burns, pero él se niega. A través de pistas, Lisa deduce que Willie el escocés era responsable, porque en su ropa tenía un solo huevo salpicado en él, en comparación con los otros artículos de ropa. Ella se enfrenta a él, y él confiesa haber cometido la travesura, citando su odio innato de Pascua como su motivación. A continuación, intenta escapar, pero interviene Burns, después de haber tenido un cambio de corazón. Willie es capturado y entregado justo antes de que Bart pueda ser declarado culpable de las acusaciones en su contra. Gracias a Burns, Lisa le dice que esta podría ser una buena oportunidad para él para convertirse en una persona mejor. Más tarde, Moe recibe una llamadas telefónica diciendo que Bart fue absuelto.

## Curiosidades
El episodio es una referencia a las películas de Batman The Dark Knight y The Dark Knight Rises, así como la serie de televisión de los años ochenta Juzgado. Ampliando las referencias anteriores, el Sr. Burns se viste como Batman y se enfrenta a varios villanos falsos; Lenny se viste como Bane, Carl se viste como the Joker y la Loca de Los Gatos es Catwoman. Un segmento de parodia de The Avengers, Los llamados "Dependables" (un juego de The Expendables y Depend (marca Depend pañales para adultos), se ve en el final del episodio, con Nick Fury y el Justice League parodias y el hombre de Hierro. En una escena, Lisa Simpson dice que Maggie Simpson resolvió lo del Cookiegte; esto es una referencia al Watergate. También el título se parece al de Night Court
El episodio está dedicado a Robert Reno, hermano de la abogada Janet Reno, fallecido meses antes.
Al inicio del episodio el Sr. Burns ingresa a El Calabozo del Androide y compra toda la mercadería de la tienda, Jeff Albertson exige que se le pague un precio igual a la velocidad de la luz expresada en dólares ($ 186.282,40 dólares basado en el cálculo de la velocidad de la luz en millas por segundo) pero en cambio recibe un cheque por $ 96.485,34 dólares equivalentes al valor de la Constante de Faraday. 